# حلوة (نبات)
الحلوة أو الصوجة  (الاسم العلمي: Glycine) هي جنس من نباتات تتبع الفصيلة البقولية من رتبة الفوليات.

## أنواع نبات الحلوة
- حلوة كبيرة أو فول الصويا
- حلوة خفية
- حلوة رايتية
- حلوة رمادية
- حلوة رملية
- حلوة زغيباء
- حلوة صغيرة الأوراق
- حلوة عريضة الأوراق
- حلوة فضية
- حلوة لاتروبية
- حلوة محدبة
- حلوة محدبة الفلقات
- حلوة منجلية